# Cavalo e Panda
Cavalo e Panda é uma dupla de música instrumental animal brasileira fundada em 2012 na cidade de São Paulo. Inicialmente com o nome de "Sax in the Beats", a dupla é formada pelos personagens Cavalo Beats e Panda Sax, que tocam bateria e saxofone, respectivamente. Depois de chamar atenção nas ruas, a dupla começou a tocar em eventos de grandes empresas e em festivais como o Rock in Rio.
O gênero musical é variado e adaptado para o estilo da banda. O repertório inclui músicas autorais e covers de pop, jazz, rock, funk carioca, R&B, EDM e outros. No fim de 2019 a banda foi incrementada com um DJ que também atua como MC, já que os animais não falam

## História
Em 2011 dois estudantes se conheceram enquanto moravam em uma república no centro de São Paulo. Sem ter um palco onde tocar e com o objetivo de começar a viver da música, eles decidiram se apresentar nas ruas da cidade, em parques e na Av. Paulista. Em 2012 depois de tocar um tempo com violão e saxofone, o violão foi substituído pela bateria e foi criado o "Sax in the Beats". Inicialmente sem os personagens.
Tocar na rua também era uma forma de levar cultura e entretenimento a todos os públicos e assim democratizar a arte. Para fazer isso eles pensaram em um diferencial que transformasse as apresentações em performances envolvendo o público ao invés de se colocar apenas como trilha sonora das ruas. 
Assim eles criaram personagens. O primeiro foi o panda. Fizeram a adaptação do figurino para o saxofone, entretanto, quando foram comprar outro, não acharam e assim a ideia ficou guardada enquanto tocavam no primeiro formato. No Natal de 2012, como evento especial, eles decidiram se caracterizar para tocar, como Panda e Papai Noel. Em seguida, retomando o plano,  o personagem do cavalo foi criado. Assim nasceram o Cavalo Beats, que toca a bateria e o Panda Sax, que toca o saxofone alto.
Muito da personalidade dos animais veio à tona por causa da interação com o público. Aos poucos as personas ficaram ainda mais estabelecidas, assim como o entrosamento da dupla. A adaptabilidade a diferentes plateias e interação espontânea nas ruas moldaram a dupla e seu estilo que mistura urbano e sofisticado.  

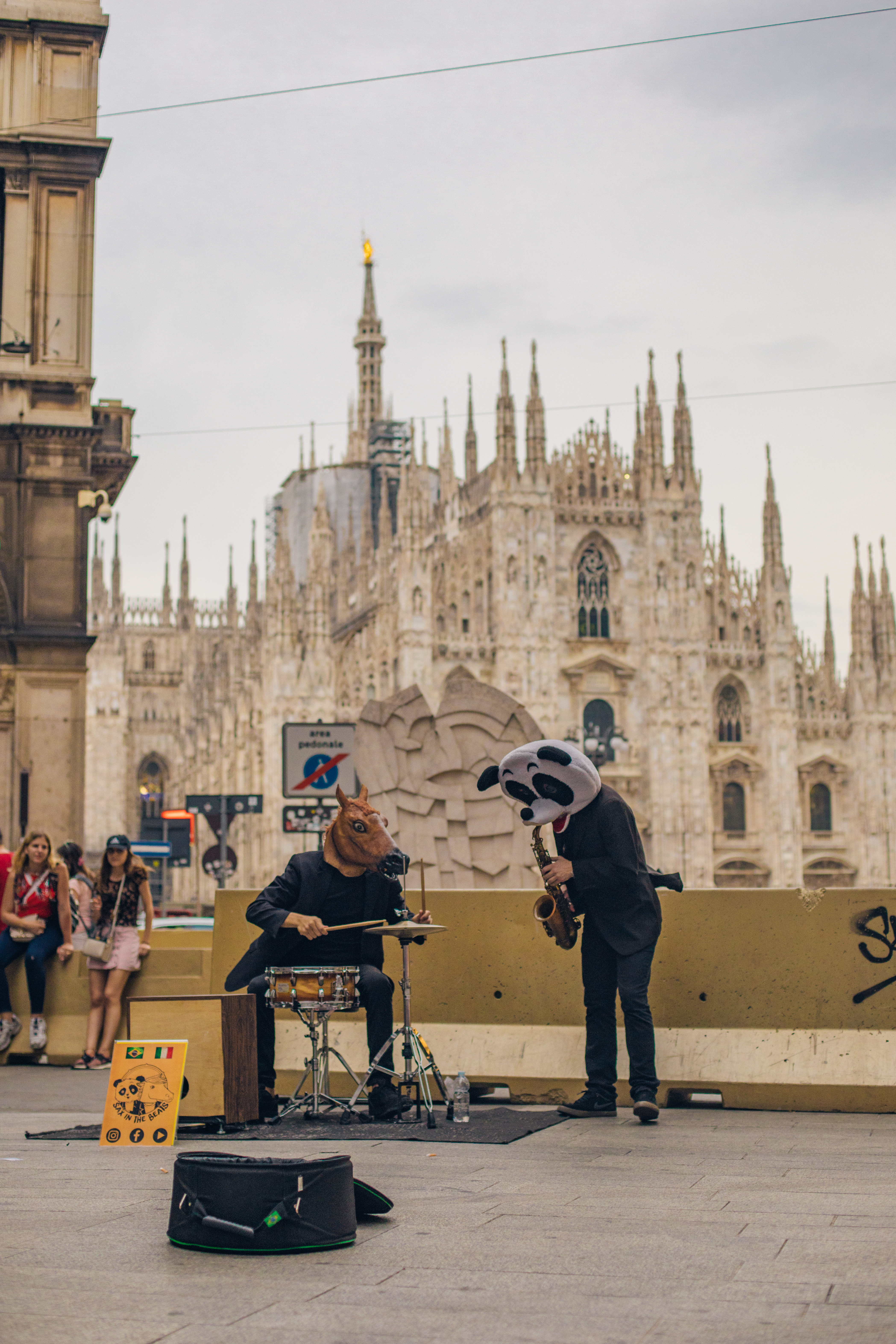
Cavalo e Panda tocando nas ruas da Itália em 2018 fonte: Guilherme Veloso

No decorrer dos anos a dupla começou a chamar cada vez mais atenção. Hoje a dupla se apresenta em eventos corporativos, desde pequenos negócios locais, até grandes multinacionais como Facebook, Google, YouTube, Netflix, Adobe, Globo, Ben&Jerry’s, MC Donalds’s, Budweiser, Toyota, BMW, Ford, Pompom, Itaú, XP Investimentos e Philips. Além de lançamento de marcas, festivais de música, feiras, bares e restaurantes, aniversários, casamentos, universidades, formaturas, entre outros.
Em 2015 foram convidados para se apresentar no Rock in Rio, maior festival de música do mundo. Em 2017 e 2019  também participaram do festival, a convite do Itaú. Além de São Paulo (estado) e Rio de Janeiro, performaram em mais de 100 cidades nos estados de Minas Gerais, Pernambuco, Sergipe, Ceará, Alagoas, Bahia, Pará, Rondônia, Mato Grosso, Goiás, Rio Grande do Sul e Paraná. Para além das fronteiras brasileiras, a banda se apresentou em Lima no Peru e em 7 cidades da Itália.  
No final de 2019 convidaram um DJ, que também atua como MC, para incrementar o show. O DJ é Bruno Kioshi, que conheceu o Cavalo e Panda na cena da arte de rua, enquanto trabalhava como baterista de baldes na banda Kick Bucket. 
Em 2020, devido à pandemia, a dupla fez uma pausa. Em 2021 retornaram com shows online e a mudança de nome, de “Sax in the Beats” para “Cavalo e Panda”. A identidade dos músicos que dão vida ao Cavalo Beats e ao Panda Sax é, atualmente, mantida em segredo. Os animais também não falam, pois a música é sua linguagem.

## Integrantes

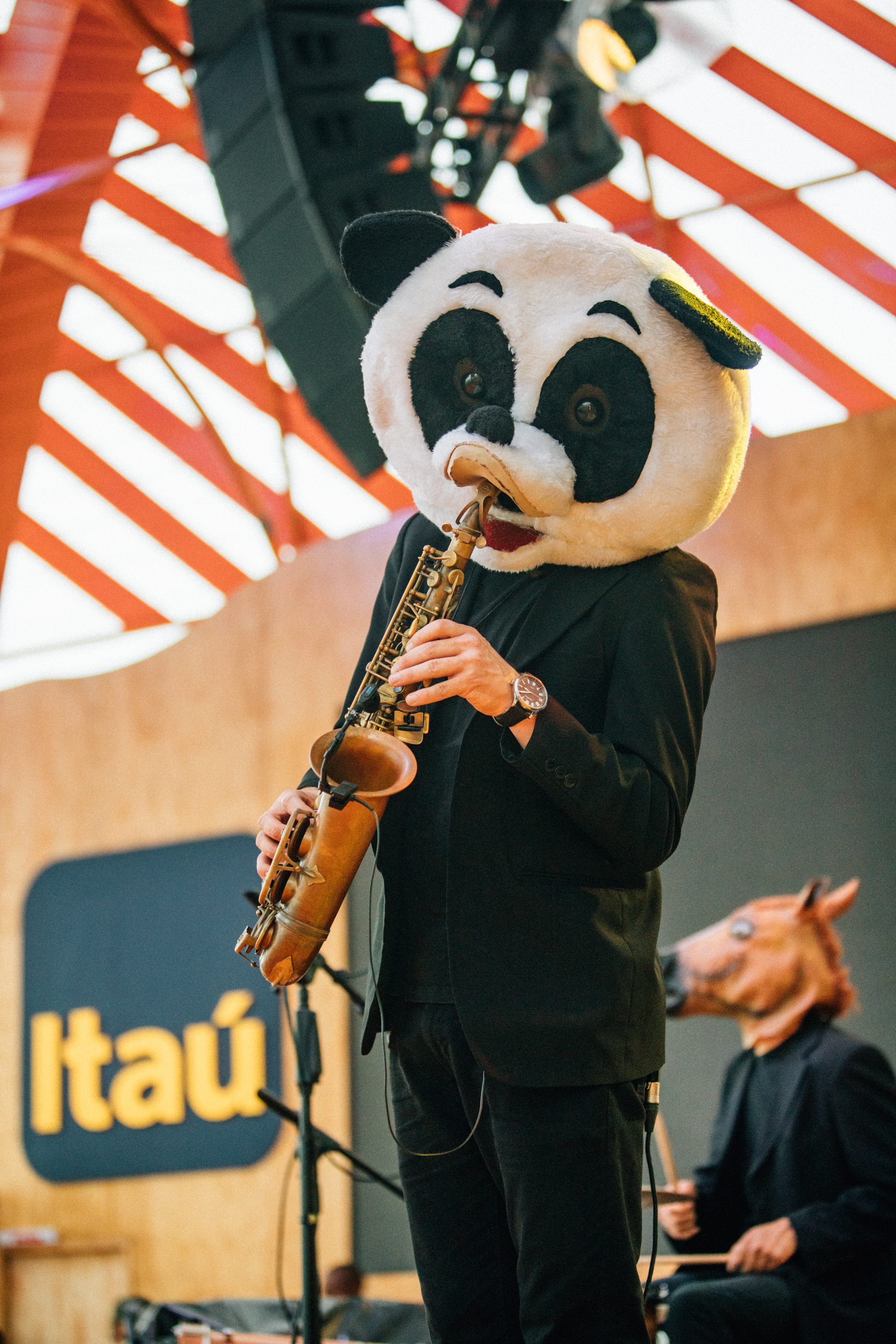
Panda no Palco Mundo do Rock in Rio em 2019 fonte: Guilherme Veloso

### Panda Sax
O Panda Sax foi o primeiro personagem a ser criado e toca o saxofone Alto. O Panda tem uma personalidade gentil, fofa, solicita e um pouco tímida. 
Em sua história de origem ele era um humano que vivia de forma solitária, nunca saia de casa e se sentia deslocado da sociedade. Ele era obcecado com animais, já que não se sentia aceito por humanos. Até que em certo momento, enquanto assistia um documentário sobre pandas um raio caiu em sua quitinete e as ondas eletromagnéticas reorganizaram suas células e ele virou metade panda, metade homem. 
Depois disso, se sentiu mais seguro para sair de casa e enquanto tentava achar um novo significado para sua vida, encontrou o Cavalo Beats. Então fez de sua missão levar mais carinho às pessoas e mostrar que todos são aceitos pela música. 

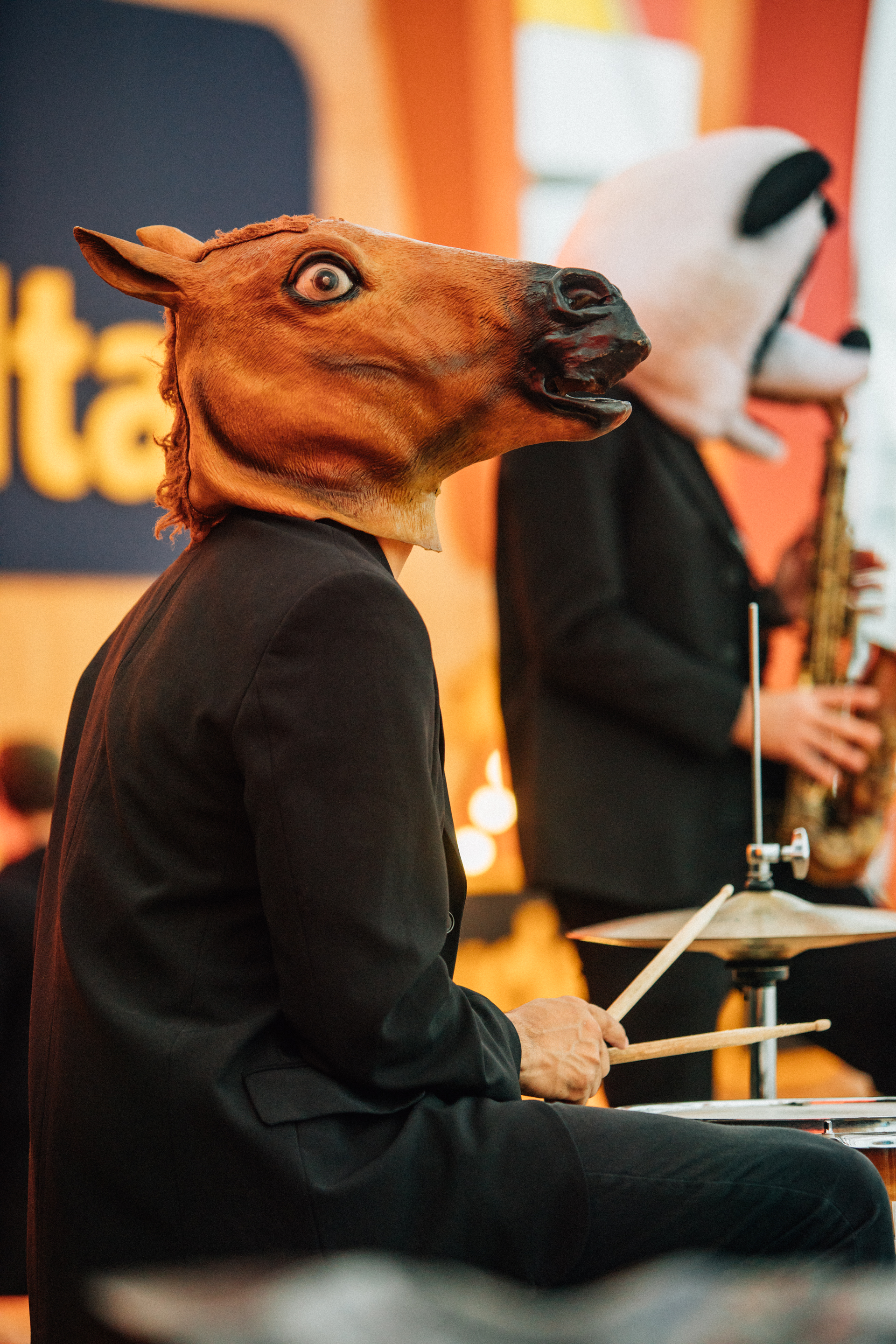
Cavalo Beats no Palco Mundo do Rock in Rio em 2019 fonte: Guilherme Veloso

### Cavalo Beats
O Cavalo Beats foi o segundo personagem a ser criado e toca bateria. A ideia inicial era outro panda, mas não encontraram outro figurino igual. O improviso com o cavalo deu muito certo e se encaixou com a personalidade do Cavalo Beats, que é agitado, um pouco explosivo, competitivo e engraçado.
Em sua história de origem, o Cavalo pertencia a um humano muito nervoso. Sempre que chegava do trabalho, o humano discutia com sua mulher, que o mandava ir pescar. Um dia o humano perdeu o controle de sua Raiva e mordeu seu animal, o cavalo. Infectado, o Cavalo fugiu, mas desmaiou e quando acordou era metade cavalo ,metade humano. 
Vagando sem destino, mas determinado a ajudar a humanidade, ele encontrou o Panda Sax. Juntos descobriram poderes especiais, a música, língua em que se comunicam e decidiram fazer do mundo um lugar melhor. O objetivo do Cavalo Beats é quebrar a rotina estressante das pessoas da cidade, para que elas possam ir para suas casas mais felizes e calmas, mesmo que para isso ele tenha que lutar contra seu próprio temperamento.